# Stentor roeseli
Stentor roeseli — вид різновійчастих інфузорій родини Stentoridae.

## Поширення
Космополіт. Поширений по всьому світу в озерах, ставках, річках та канавах.

## Спосіб життя
Мешкає у прісних водоймах з нерухомою або повільною водою. Живиться бактеріями, протистами, водоростями або іншими інфузоріями. Інфузорія вільно плаває у воді, але під час живлення фіксується однією стороною до субстрату (стебло рослини, камінь, детрит). Вільноживуча клітина має яйцеподібну форму, сидяча — форму горна. Клітина досить велика, завдовжки 0,5-1,2 мм, безбарвна, вкрита 40-80 поздовжніми рядами війок. Область рота оточена довгим спіралеподібним рядом спеціалізованих циліарних структур, що називаються мембранелами, які використовуються для захоплення здобичі до цитостоми. Макронуклеус довгий і червоподібний. Є одна скорочувальна вакуоля зліва від цитостоми. Задній кінець клітини може бути оточений слизовою лорикою, заповненою сміттям.